# Kasteel van Acquigny
Het Kasteel van Acquigny (Frans: Château d'Acquigny) is een kasteel in de Franse gemeente Acquigny. Het kasteel is een beschermd historisch monument sinds 1946.